# NGC 3208
NGC 3208 est une galaxie spirale barrée située dans la constellation de l'Hydre. NGC 3208 a été découverte par l'astronome américain Ormond Stone en 1886.

## Caractéristiques
Sa vitesse par rapport au fond diffus cosmologique est de 3 352 ± 24 km/s, ce qui correspond à une distance de Hubble de 49,5 ± 3,5 Mpc (∼161 millions d'al).
À ce jour, une mesure non basée sur le décalage vers le rouge (redshift) donne une distance d'environ 40,000 Mpc (∼130 millions d'al). Cette valeur est à l'extérieur mais compatible avec les valeurs de la distance de Hubble. Notons cependant que c'est avec la valeur moyenne des mesures indépendantes, lorsqu'elles existent, que la base de données NASA/IPAC calcule le diamètre d'une galaxie et qu'en conséquence le diamètre de NGC 3208 pourrait être d'environ 36,0 kpc (∼117 000 al) si on utilisait la distance de Hubble pour le calculer. 
La classe de luminosité de NGC 3208 est III et elle présente une large raie HI. Elle renferme également des régions d'hydrogène ionisé.

## Supernova
La supernova SN 2009jy a été découverte dans NGC 3208 le 14 octobre 2009 par Ralph Martin l'observatoire de Perth en Australie-Occidentale,. Cette supernova était de type Ic.